# Sierras de Ventania
El sistema de las sierras de Ventania, también llamado sierras australes de la provincia de Buenos Aires o simplemente sierra de la Ventana, es un conjunto montañoso situado en la zona sudoeste del interior de la provincia de Buenos Aires, en la República Argentina.
Se extiende desde la ciudad de Puan hasta la localidad de Indio Rico, en el partido de Coronel Pringles.
Se originó en la era paleozoica.
Los pueblos indígenas serranos que las poblaron las llamaban Casuhati, nombre que fue recogido por primera vez en un mapa de 1702 por el jesuita José Cardiel.
Las sierras tienen 188 km de longitud de noroeste a sureste, siendo las más altas de la provincia, pues superan el otro encadenamiento del interior bonaerense, el sistema de Tandilia.
Sus cerros más importantes son
- el Tres Picos (1239 m s. n. m.), que es el más alto de toda la provincia de Buenos Aires y de todo el este argentino;
- el Ventana (1136 m s. n. m.) y
- el Napostá Grande (1108 m s. n. m.),
- el Cura Malal Grande (1037 m s. n. m.),
- el Cura Malal Chico (1000 m s. n. m.),

Lo componen los cordones de:
- sierras de Puan
- sierras de la Ventana
- sierras de Cura Malal
- sierras de Bravard
- sierras de las Tunas
- sierras de Pillahuincó

El sistema de Ventania representa el principal atractivo de las Comarcas Turísticas de Sierra de la Ventana, Villa Ventana y Villa Serrana La Gruta.

## Origen

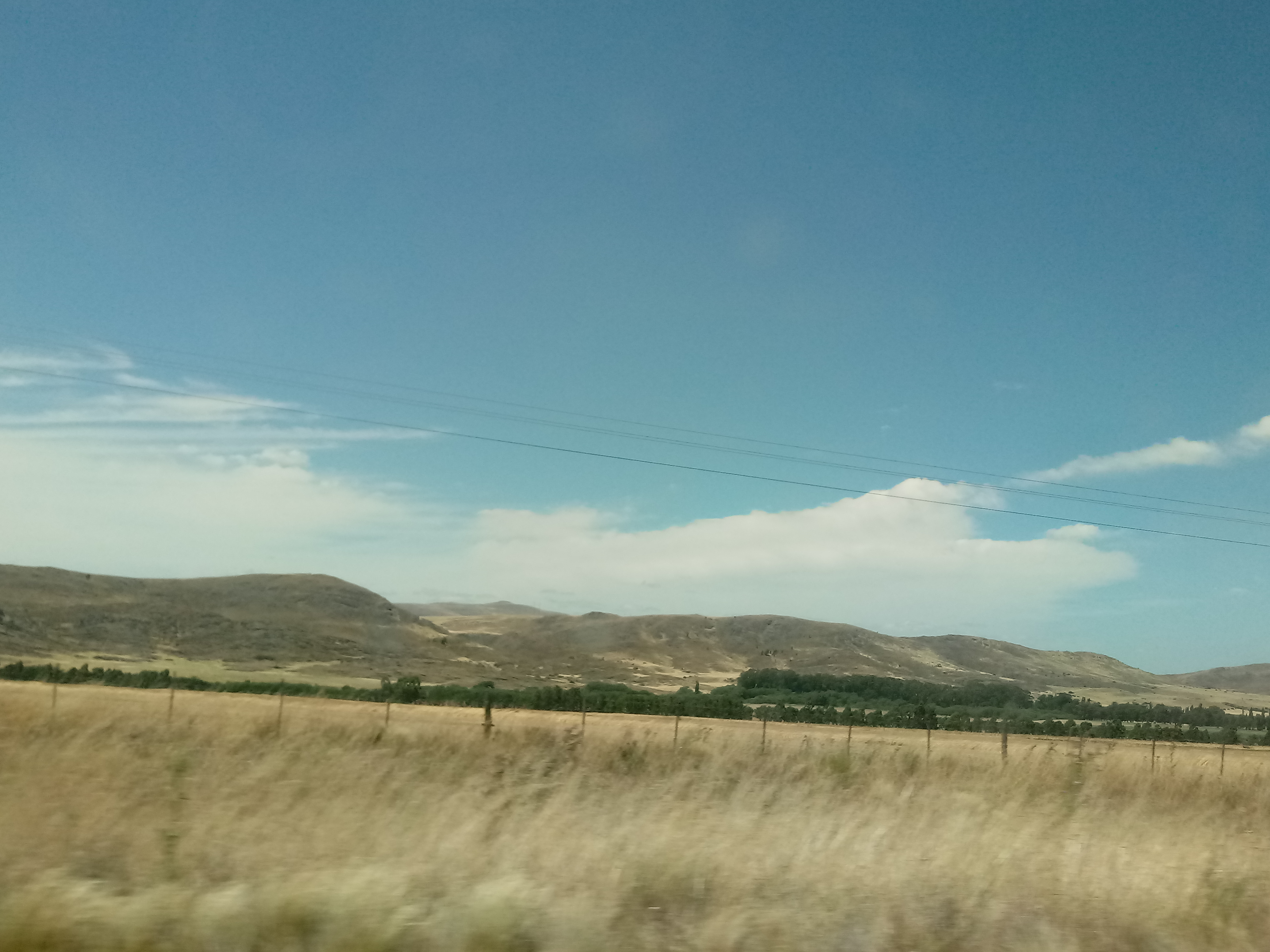
Sierras de Ventania en cercanías a la localidad de Tornquist.

Las rocas precámbricas que constituyen el basamento cristalino de estas sierras. Estas sierras tienen 480 millones de años de antigüedad.

## Relieve
Se caracterizan por ser sierras de escasa altura que apenas superan los 1100 m s. n. m.. Poseen suelos someros y secos y sus mayores alturas se encuentran en el cerro Tres Picos con 1239 m s. n. m. y en el cerro Ventana con 1136 m s. n. m. (cerro del cual proviene el nombre del cordón montañoso por poseer una formación rocosa en forma de ventana, causada por la erosión eólica).
Algunas de las montañas más importantes:
- Cerro Tres Picos (1239 m s. n. m.)
- Cerro Destierro Primero (1172 m s. n. m.)
- Cerro Ventana (1136 m s. n. m.)
- Cerro Napostá Grande (1108 m s. n. m.)
- Cerro de la Carpa (1050 m s. n. m.)
- Cerro Curamalal Grande (1015 m s. n. m.)
- Cerro Bahía Blanca (736 m s. n. m.)
- Cerro Ceferino (320 m s. n. m.)

## Suelos

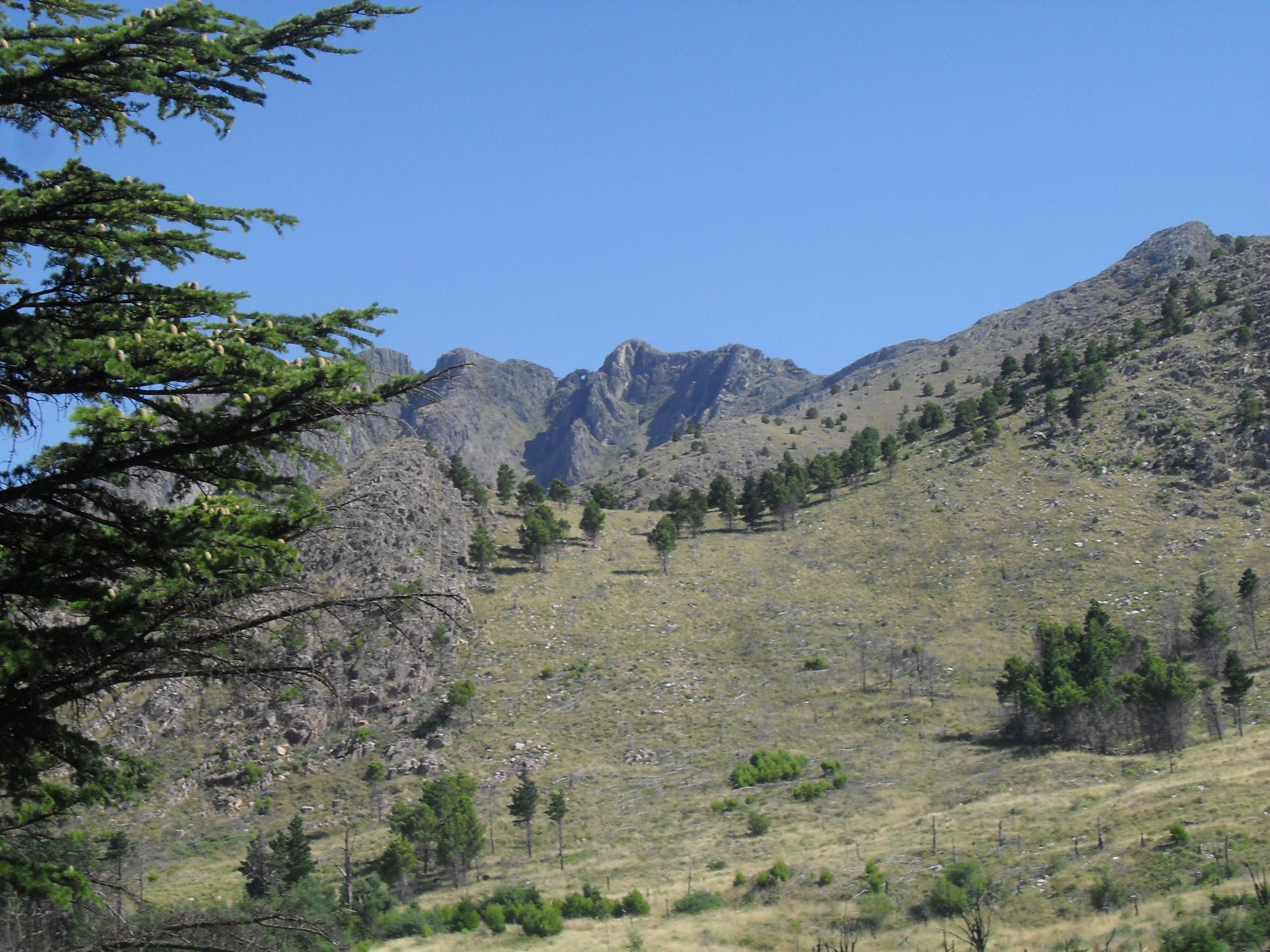
Cerro Ventana (Se puede observar la «ventana», la formación natural que le da nombre al sistema de sierras).

La roca consolidada aflorante ocupa áreas más amplias que en las sierras de Tandilia y su relieve escarpado impidió la deposición del loess, siendo común la «roca desnuda» o suelos muy someros (perfil somero «A-AC-C» a poca distancia de la roca). Por dichas características, y por su inaccesibilidad, el centro del sistema es solo apto para prosperar pastizales naturales.
Su flanco noreste contiene suelos similares a los pedemontales de Tandilia, aunque la tosca subyacente es más consolidada, limitando muy severamente la exploración radicular. Además el clima es más seco y frío, provocando más limitantes al desarrollo de los cultivos.
Por el lado sudoeste y las peniplanicies en esa dirección (comparados con los de Tandilia), muestran un perfi de suelo más fino, con menor contenido de materia orgánica y el «AC» y «C», (horizontes subsuperficiales más delgados y menos arcillosos (son característicos de un régimen de escasa humedad), menor cobertura vegetal, menor lavado de carbonatos, los cuales aparecen muy proficuamente, en forma pulverulenta a los 4 dm de profundidad.
El flanco sur posee un relieve de meseta. Se reconocen en las partes altas suelos muy someros Haplustoles líticos, y en los valles, los suelos son «profundos» debido a movimientos erosivos: haplustoles típicos.

## Ecología
Estas sierras son una «clausura ecológica orográfica»: representan una «trampa ecológica», lo que permite contener ecosistemas relictos. Por su antigüedad, las sierras han sido parte de importantes procesos evolutivos, geológicos y climáticos. Su flora y fauna actuales resultan de esos acontecimientos.
Endémica de esta zona es la lagartija Pristidactylus casuhatiensis.
Desde el punto de vista de la vegetación, el complejo serrano Tandilia-Ventania conformaría un ecosistema de características propias (Kristensen and Frangi 1995), diferente al de la Pampa Austral en el que está inmerso (Oyarzabal et al., 2018).
En 2007 aún no se disponía de un mapa de vegetación del complejo serrano Ventania, sí en cambio del complejo Tandilia (Lizzi et al., 2007).

## Conservación

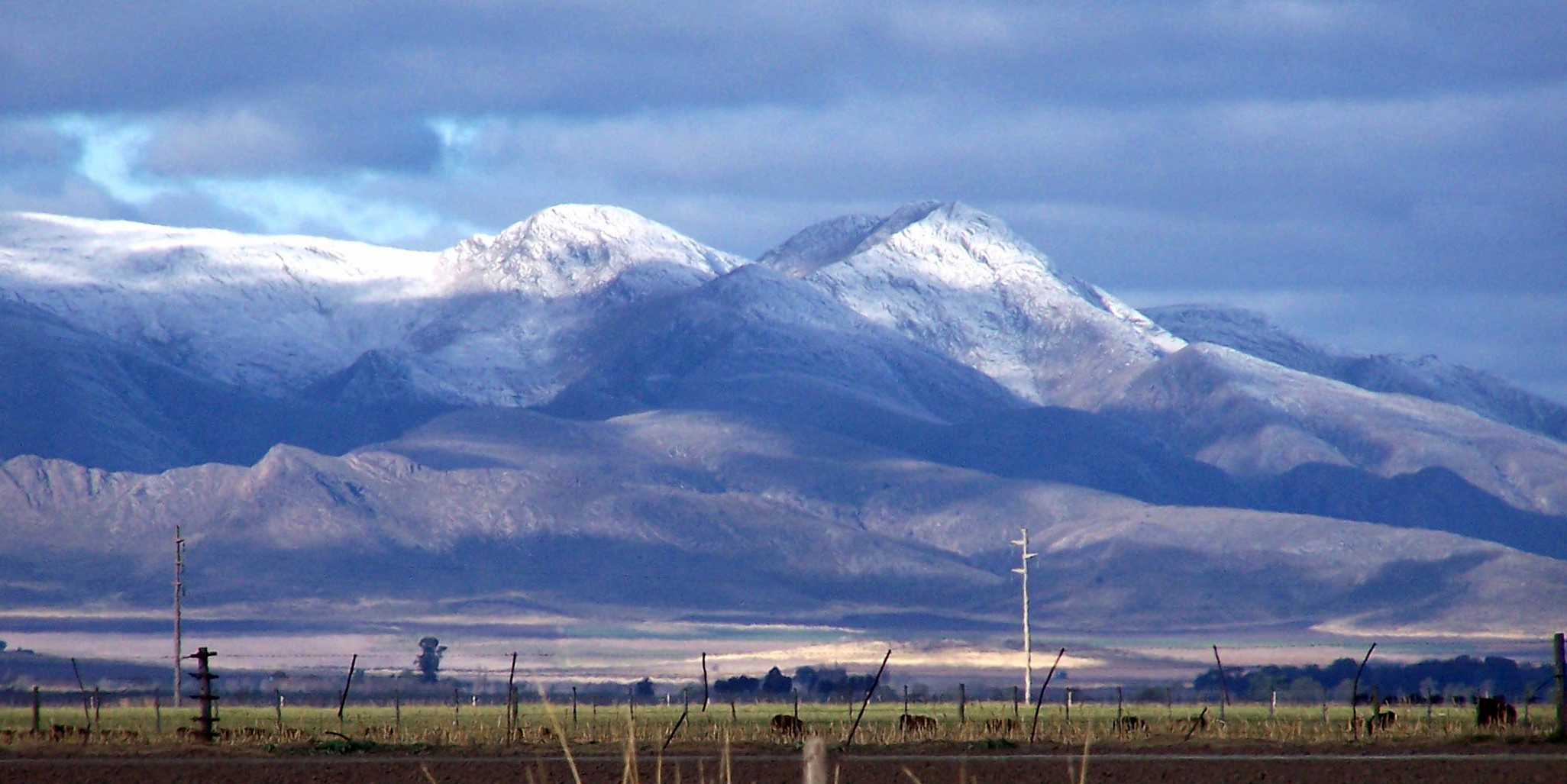
La sierra de la Ventana nevada.

Se halla en ellas el Parque Provincial Ernesto Tornquist, el cual cuenta con una superficie de 6718 ha, que incluyen al cerro Ventana con su famoso hueco en su cima, formación natural por el cual se llama de este modo a todo este sistema serrano, y que en 1959 fue declarado Monumento Natural.